# قطعنامه ۳۶۵ شورای امنیت
قطعنامه  ۳۶۵ شورای امنیت سازمان ملل متحد که در تاریخ ۱۳ دسامبر ۱۹۷۴ تصویب شد، سندی بین‌المللی دربارهٔ قبرس است. این قطعنامه طی نشست ۱٬۸۱۰ام    تصویب شد.